# Culicoides kingi
Culicoides kingi är en tvåvingeart som först beskrevs av Austen 1912.  Culicoides kingi ingår i släktet Culicoides och familjen svidknott. Inga underarter finns listade i Catalogue of Life.